# Kataoka Naoharu

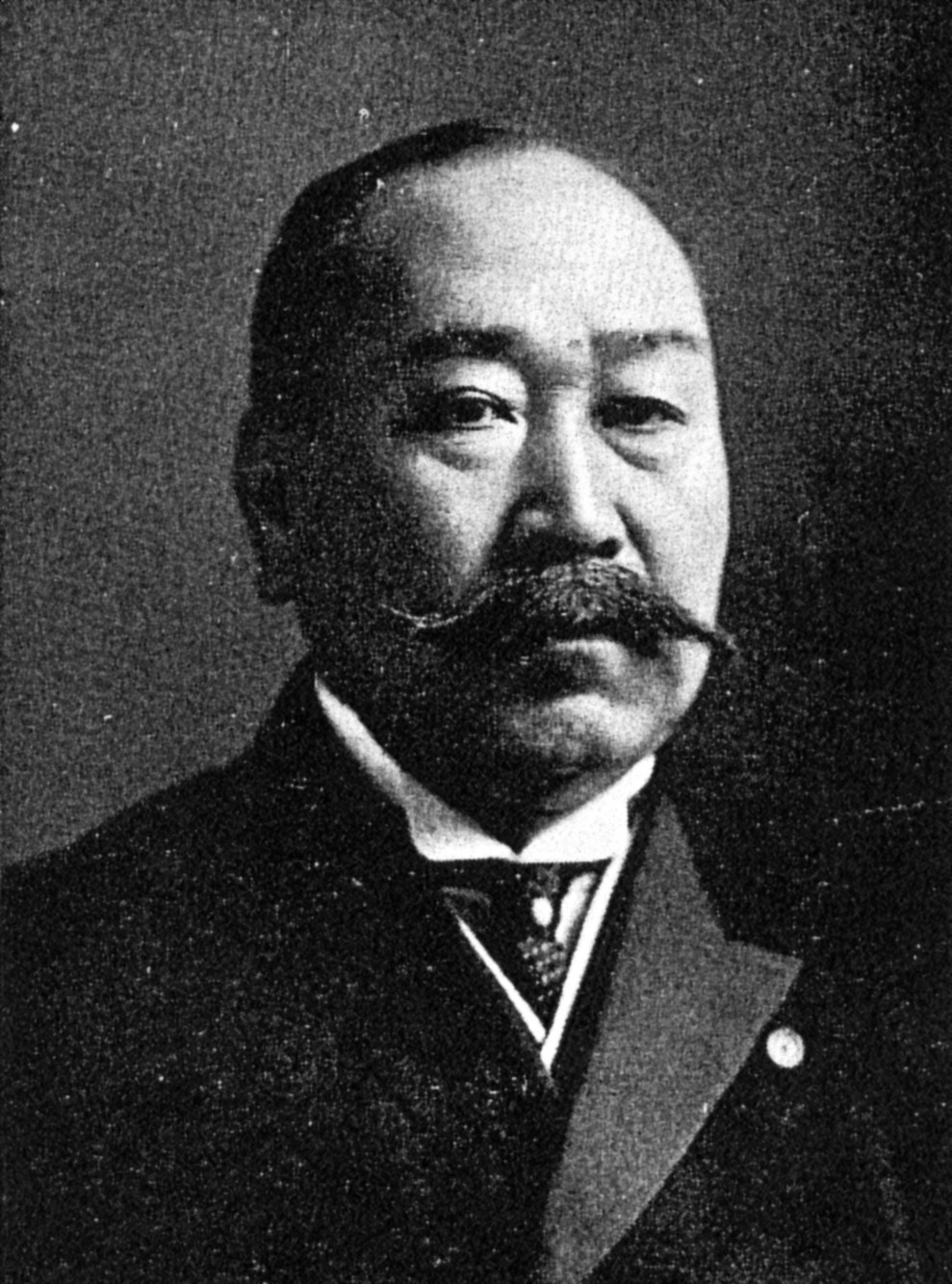
Kataoka Naoharu (1929)

Kataoka Naoharu (japanisch 片岡 直温; * 13. Oktober 1859 in der Provinz Tosa, heute: Präfektur Kōchi; † 21. Mai 1934) war ein japanischer Politiker, der unter anderem zwischen 1925 und 1926 Minister für Handel und Industrie im Kabinett Katō Takaaki sowie von 1926 bis 1927 Finanzminister im Kabinett Wakatsuki I war. Seine öffentliche Erklärung während der Haushaltsberatungen am 14. März 1927, die Tōkyō Watanabe Bank sei bankrott, obwohl dies nicht der Fall war, führte zu einem Ansturm auf die Banken und war einer der Hauptfaktoren für die „Shōwa-Finanzkrise“ sowie den Zusammenbruch der Wakatsuki-Regierung.

## Leben
Kataoka Naoharu, Sohn eines Samurai des Kōchi-Clans und jüngerer Bruder des Geschäftsmanns und Politikers Kataoka Naoteru (1856–1927), nahm nach dem Besuch der Lehrerschule (Toya Gakko) in Kōchi 1877 eine Tätigkeit als Schullehrer auf. Nach seiner Tätigkeit in einem Gemeindeamt wechselte er zum Innenministerium (Naimu-shō) und schied als Chef der Polizei der Präfektur Shiga aus dem Staatsdienst. 1889 wurde er Vizepräsident der neu gegründeten Lebensversicherungsgesellschaft Nihon Seimei Hoken und war zudem zwischen 1888 und 1907 Präsident des Eisenbahnunternehmens Kansei (Kanseitetsudō), die unter anderem Vorgängerin der Kansai-Hauptlinie und der Kisei-Hauptlinie war sowie 1907 von der Regierung erworben wurde. Er übernahm 1903 als Nachfolger des Firmengründers Konoike Zenemon das Amt des Präsidenten der Nihon Seimei Hoken und bekleidete dieses bis zu seiner Ablösung durch Hirose Sukesaburō 1919.
Zudem begann Kataoka zu der Zeit seine politische Laufbahn und wurde bei der Shūgiin-Wahl 1892 erstmals zum Mitglied des Repräsentantenhauses (Shūgiin) gewählt, des Unterhauses des Reichstages (Teikoku-gikai), und im Laufe der Zeit insgesamt acht Mal gewählt. Nach der Spaltung der Konstitutionellen Volkspartei (Rikken Kokumintō), deren Vorsitzender Inukai Tsuyoshi war, wurde er Mitglied der Vereinigung von Gleichgesinnten (Rikken Dōshikai), die am 20. Januar 1913 von Katsura Tarō gegründet wurde. Im weiteren Verlauf seiner Parlamentszugehörigkeit war er unter anderem Vorsitzender des Haushaltsausschusses und trat der Verfassungsvereinigung (Kenseikai) bei, die am 10. Oktober 1916 als Zusammenschluss der Rikken Dōshikai unter Katō Takaaki, der Neutralen Versammlung (Chūseikai) unter Ozaki Yukio und des Kōyū Club, einer kleinen Oppositionsgruppe, entstanden ist.
Zeitweise fungierte Kataoka Naoharu Generalsekretär der Kenseikai und war vom 2. August 1925 bis zum bis 30. Januar 1926 als Nachfolger von Noda Utarō Minister für Handel und Industrie im Kabinett Katō Takaaki. Im darauf folgenden Kabinett Wakatsuki I bekleidete er zwischen dem 30. Januar 1926 und seiner Ablösung durch Fujisawa Ikunosuke am 14. September 1926 zunächst weiterhin das Amt des Ministers für Handel und Industrie und löste anschließend im Zuge der Kabinettsumbildung am 14. September 1926 den Tags zuvor im Amt verstorbenen Hayama Seiji als Finanzminister ab. Während seiner Amtszeit als Finanzminister löste er am 14. März 1927 aufgrund einer unangemessenen Rede während einer Debatte im Haushaltsausschuss über die Wechsel (Shinsai Tegata) der Tōkyō Watanabe Bank eine Finanzkrise aus, die durch den darauf folgenden Bankansturm zahlungsunfähig wurde. Im April folgte die nächste Krise, die diesmal die Taiwan Ginkō, die halbstaatliche Zentralbank der seit 1895 japanischen Kolonie Taiwan, zum Zusammenbruch brachte, so dass diese am 18. April 1927 die Zahlungen einstellen musste. Das Kabinett trat schließlich am 20. April 1927 geschlossen zurück. In der folgenden Krise verordnete die Regierung am 22. April zwei Bankfeiertage sowie ein dreiwöchiges Moratorium für Zahlungen. Trotz getroffener Notmaßnahmen, wie großzügig bereitgestellter Kredite folgte die sogenannte „Shōwa-Finanzkrise“ (Shōwa Kin’yū Kyōkō), nach deren Ende von über 1800 Geschäftsbanken nur noch 465 bestanden. Nach seinem Ausscheiden aus dem Shūgiin wurde er am 1930 durch Erlass des Tennō zum Mitglied des Herrenhauses (Kizokuin) ernannt, des Oberhauses des Reichstages, und gehörte diesem bis zu seinem Tode am 21. Mai 1934 ernannt. Eine Tochter von Kataoka war die Ehefrau des Architekten Kataoka Yasushi (1876–1946).